# Jung Ha-na
Jung Ha-na (정하나?; Uijeongbu, 2 febbraio 1990) è una cantante, cantautrice, rapper e ballerina sudcoreana, membro del gruppo musicale Secret.

## Biografia

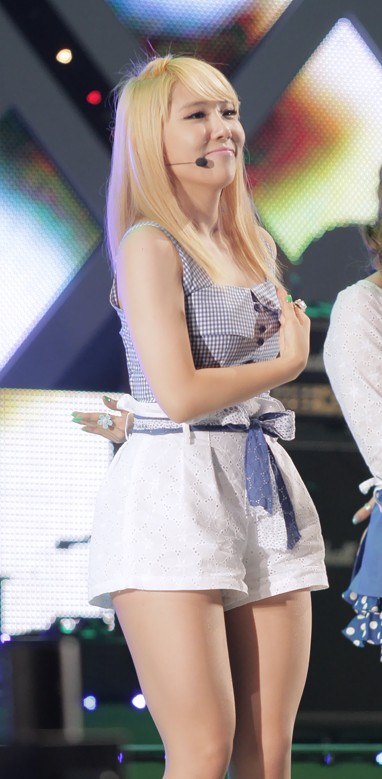
Ha-na nel 2011.

Ha-na nasce a Uijeongbu, Gyeonggi, Corea del Sud, il 2 febbraio 1990. Figlia unica, sua madre ha lavorato come cantante negli anni ottanta e suo padre come guardia del corpo presidenziale. Alle medie frequenta un'accademia di ballo insieme a CL delle 2NE1 e Sunye delle Wonder Girls, e vince diverse gare di danza.
Nel maggio 2008 fa il provino per la TS Entertainment, presentandosi come main dancer: pur essendo brava nel ballo, tuttavia, il ruolo è già stato assegnato a Hyoseong, così l'agenzia le propone la posizione di rapper all'interno di un girl group; successivamente, ha dichiarato in un'intervista che lei non ha mai pensato di fare la rapper, e di aver cominciato solo quando le dissero che doveva debuttare con altre tre ragazze.
A ottobre 2009, con lo pseudonimo Zinger, da lei scelto data la sua ammirazione per Nicole Scherzinger delle Pussycat Dolls, Ha-na debutta nella girl band Secret con Sunhwa, Jieun e Hyoseong, il cui primo singolo è "I Want You Back". Per il gruppo scrive diverse canzoni, tra cui "Calling U", "Hesitant" e "Don't Laugh". Nel 2010 escono gli EP Secret Time e Madonna, che hanno molto successo; l'anno dopo, le Secret debuttano nel mercato giapponese e pubblicano a ottobre il primo album coreano, Moving in Secret, nel quale è inclusa una traccia rap cantata solo da Ha-na, dal titolo "AMAZINGER".
L'11 dicembre 2012, tornando al dormitorio, Ha-na viene coinvolta in un incidente d'auto insieme alle altre ragazze delle Secret: a causa delle ferite riportate, si assenta dalle scene fino alla fine di gennaio 2013. A partire dalla promozione per il singolo "YooHoo" dell'EP Letter from Secret, pubblicato il 30 aprile 2013, abbandona lo pseudonimo Zinger per tornare a farsi chiamare Ha-na, affermando di essere maturata molto in questi anni, sia caratterialmente sia come artista.
Ad aprile del 2015 recita nella serie web Jumping Girl nel ruolo di Lee Yenny, amica della protagonista Nam Sang-ah, interpretata da Luna.

## Discografia
Di seguito, le opere di Ha-na come solista. Per le opere con le Secret, si veda Discografia delle Secret.

### Solista
- 2011 – AMAZINGER

## Filmografia
- Jumping Girl – serie web (2015)